# Manipravalam

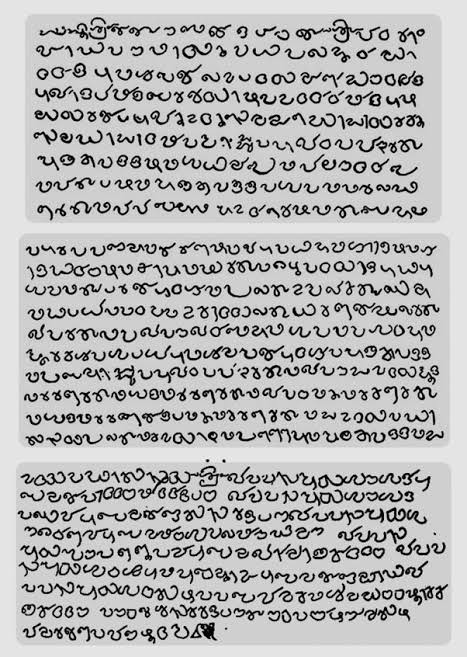
Manipravalam solía escribir malayalam

Manipravalam (malabar: മണിപ്രവാളം, tamil: மணிப்பிரவாளம், romanizado:  Maṇipravāḷam) o manipravala es una lengua macarónica que se encuentra en algunos manuscritos del sur de la India. Es un lenguaje híbrido, típicamente escrito en la escritura Grantha, que combina el léxico sánscrito y la morfosintaxis dravídica. Según los estudiosos del lenguaje Giovanni Ciotti y Marco Franceschini, la combinación de tamil y sánscrito se evidencia en manuscritos y sus colofones durante un largo período de tiempo, y esto en última instancia puede haber contribuido al surgimiento de Manipravalam. Sin embargo, la obra en sánscrito del siglo XIV Lilatilakam afirma que Manipravalam es una combinación de drávidico y sánscrito. Generalmente, se acepta que era una combinación de tamil medio y sánscrito.
El siglo XII ha sido descrito como un momento decisivo en la historia del malabar, donde finalmente fue aceptado como vehículo de expresión literaria. Las dos escuelas dominantes en la escritura malabar fueron la pattu y la manipravalam, la primera influenciada por las tradiciones poéticas tamiles y la segunda designada por influencias sánscritas. A pesar de su regulación extraña, las dos escuelas llegarían a dominar el edificio de la poesía malayalam y continúan dando forma a su estilo hasta el día de hoy.
‹Mani-pravalam› significa literalmente 'gema-coral', donde mani se refiere a gema en sánscrito y pravalam se refiere a coral en sánscrito. Probablemente jugó un papel en el crecimiento de la literatura malayalam y la escritura malayalam moderna. Los eruditos de Kerala distinguieron Manipravalam del pattu antes mencionado , siendo el primero significativamente influenciado por el sánscrito y el segundo predominantemente tamil. Manipravalam se ha utilizado para manuscritos de poesía que combinan dravídico y sánscrito, así como para obras del sur de la India sobre erotismo. El texto Lilatilakam del siglo XIV afirma que Manipravalam es un Bhashya (lenguaje) donde "Dravida y sánscrito deben combinarse como el rubí y el coral, sin el menor rastro de discordia".

## Influencia en la escritura malayalam

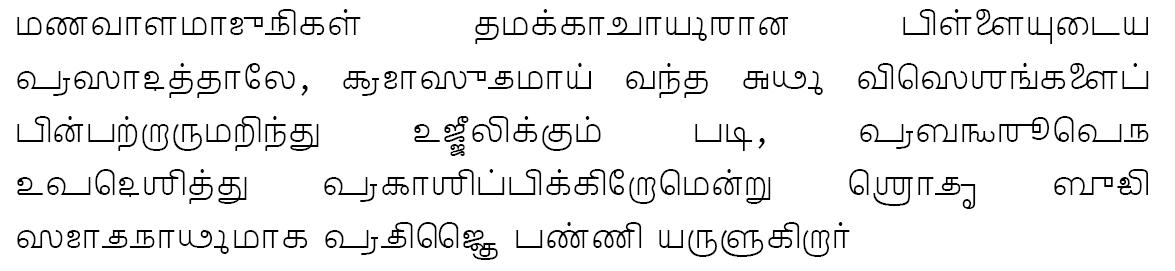
Ejemplo de texto de Manipravalam convertido al idioma y escritura tamil

Se sugiere que el advenimiento del estilo Manipravalam, donde las letras de la escritura Grantha coexistían con las letras tradicionales Vatteluttu, hizo que fuera más fácil para la gente de Kerala aceptar una escritura basada en Grantha Ārya eḻuttŭ, y allanó el camino para la introducción de la escritura Grantha. nuevo sistema de escritura. Con el tiempo, Vaṭṭeḻuttŭ fue suplantado casi por completo por la escritura malayalam moderna.